# ターサック駅
ターサック駅（ターサックえき、タイ語:สถานีรถไฟท่าสัก ）は、タイ王国北部ウッタラディット県ピチャイ郡にある、タイ国有鉄道北本線の駅である。

## 概要
ターサック駅はタイ王国北部ウッタラディット県の人口約7万7千人が暮らすピチャイ郡にある。駅の正面側は東向きであり、ナーン川が駅正面側50m程の所を流れている。ほぼ町の中心部に位置するが小さな町である当駅は首都バンコクから461.80km地点にあり、快速列車利用で8時間30分程度である。 
二等駅であり1日当たり12列車（6往復）が発着する。その内訳は、快速列車4往復、普通列車2往復である。また当駅を含むロッブリー駅より終点チエンマイ駅までは、単線区間である。

## 歴史
1909年8月15日にチエンマイを目指し延伸工事を行っていた北本線は、バーンダーラー分岐駅より当駅を含むパントンプン駅までの区間が完成し、それに伴い当駅も開業した。
- 1909年8月15日【開業】バーンダーラー分岐駅 - パントンプン駅 (51.05km)

## 駅構造
単式及び島式1面の複合型ホーム2面2線をもつ地上駅であり、駅舎はホームに面している。